# Medresa Bu Inania (Fez)

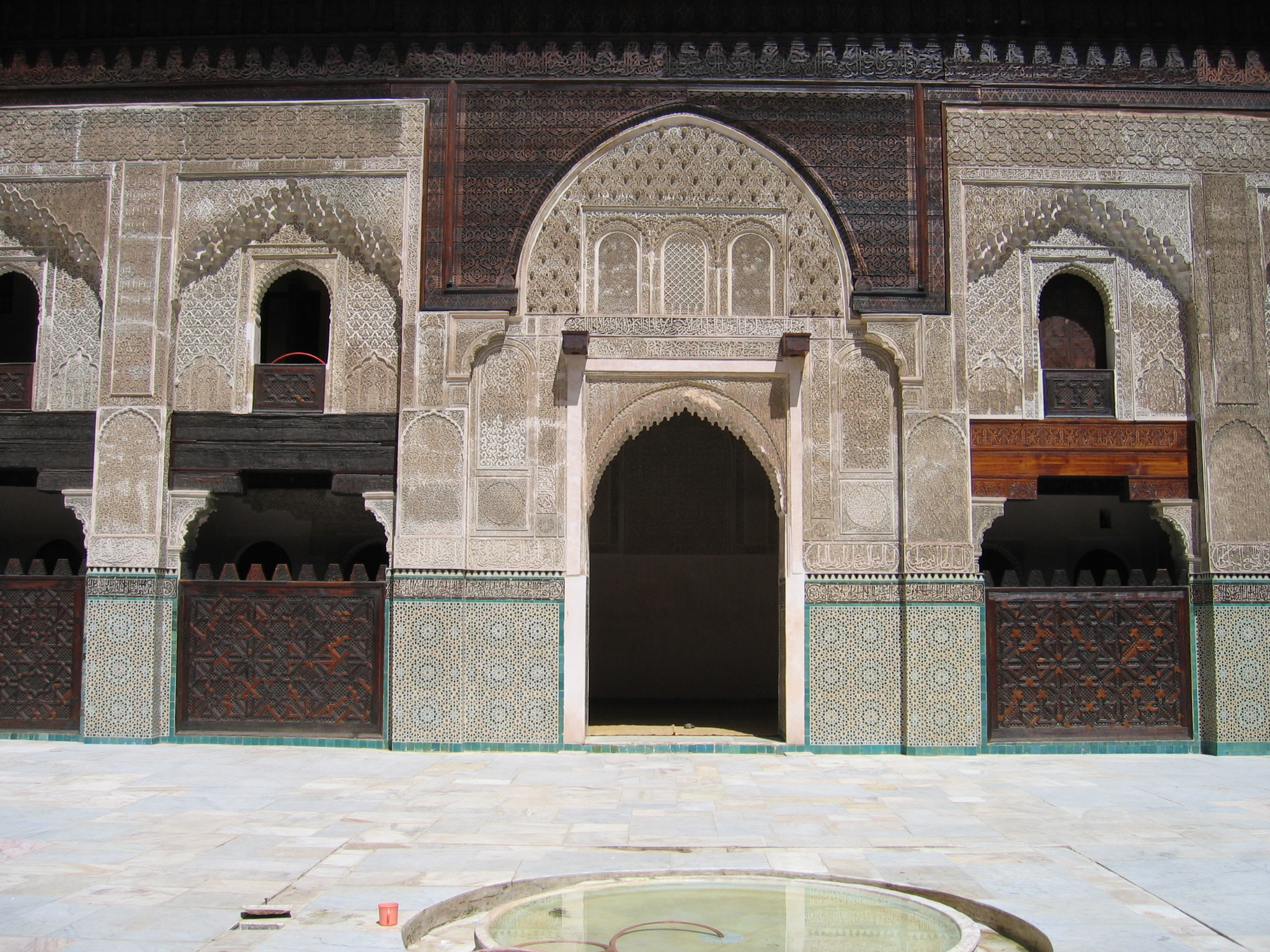
Dziedziniec medresy

Medresa Bu Inania (arab. لمدرسة أبو عنانية, fr. Médersa Bou 'Inania) – szkoła koraniczna wybudowana w latach 1350–1356 przez marynidzkiego władcę Abu Inana Farisa. 
Medresa położona jest w Fezie. Nosi znamiona architektury mauretańskiej w południowej Hiszpanii. Dwukondygnacyjna, zbudowana na planie prostokąta w wewnętrznym kwadratowym dziedzińcem wyłożonym płytami marmuru i onyksu. Dziedziniec otoczony jest z trzech stron krużgankami. Charakteryzuje się licznymi majolikami (zellidż), sztukaterią (muqarna) i rzeźbionymi w drewnie dekoracjami. Na dachu znajduje się konstrukcja złożona z okien, drewnianych bloków i mosiężnych mis określana jako zegar wodny. Przy medresie znajduje się meczet z minaretem. 
Jako nieliczny obiekt sakralny w Maroku jest dostępny dla zwiedzających.